# Стрежнев, Сергей Сергеевич
Сергей Сергеевич Стрежнев (род. 22 мая 1991; Горчуха, Костромская область, Россия) — российский тхэквондист. Чемпион мира и 2-х кратный Чемпион Европы по тхэквондо. Заслуженный мастер спорта России и Мастер спорта России международного класса по тхэквондо. Мастер спорта России по рукопашному бою.

## Биография
Родился 22 мая 1991 года в посёлке Горчуха Костромской области России.
До возраста восьми лет проживал в посёлке Первомайка. В 1999 году Стрежнев вместе с семьёй переехал в областной центр Костромы, где и начал впервые заниматься тхэквондо в ДЮСШ № 2 у В. П. Маклакова.
В 2014 году завершил обучение в КГУ им. Н. А. Некрасова (факультет физической культуры). Является тренером и президентом Федерации кикбоксинга Костромской области.

## Звания и достижения

### Спортивные звания
- Заслуженный мастер спорта России по тхэквондо
- Мастер спорта России международного класса по тхэквондо
- Мастер спорта России по рукопашному бою
- Чёрный пояс 1 Дан (Кострома, 2004)
- Чёрный пояс 2 Дан (Владимир, 2011)

### Спортивные достижения
- Первенство России по тхэквондо (Волгоград, 2006)
- Чемпионат ЦСКА по кикбоксингу в разделе поинтфайтинг (79 кг, 2012)
- Кубок России по тхэквондо (Екатеринбург, 2010, 2013, 2014, 2016)
- Чемпионат России по тхэквондо ИТФ (2015)
- Чемпионат Европы по тхэквондо (2015)
- Чемпионат Европы по тхэквондо (2015, 78 кг)
- Чемпионат Мира по тхэквондо (2015)
- Чемпионат (командный спарринг, 2015)
- Чемпионат Мира по тхэквондо ИТФ (Пловдив, Болгария, 2015)
- Чемпионат ЦФО по рукопашному бою (2016)
- Чемпионат России по тхэквондо (Улан-Удэ, Бурятия, 2019)
- Чемпионат по тхэквондо (Римини, Италия, 2019, спарринг, 78 кг)
- Чемпионат (2019, личный спарринг, 78 кг)
- Чемпионат (2019, командный спарринг)
- Победитель этапа Кубка Вооружённых Сил Российской Федерации по армейскому рукопашному бою
- Профессиональный поединок по правилам Power Taekwondo